# Gordon (jezioro)
Jezioro Gordon – sztuczne jezioro na Tasmanii, powstało w wyniku budowy zapory wodnej Gordon na rzece Gordon. Jezioro ma powierzchnię 272 km², pojemność zbiornika wynosi 12,5 mld m³. Jezioro Gordon jest połączone z jeziorem Pedder, które dostarcza dodatkowej ilości wody do elektrowni wodnej Gordon Power Station.